# 深圳大学传播学院
深圳大学传播学院成立于2006年，前身为深圳大学大众传播系（成立于1985年）。

## 历史沿革
- 1985年，深圳大学大众传播专科成立，其后创办成大众传播系。
- 1989年，获批广告学本科专业。
- 1990年，由中文系、外文系和大众传播系，共建为中国文化与传播系。
- 1997年，中国文化与传播系升格为文学院，恢复传播系建制。
- 2003年，获批传播学本科专业。
- 2006年，深圳大学传播学院建立，以毕业设计代替毕业论文作为学生毕业考核。
- 2009年，获批新闻学本科专业[1]。
- 2011年，获批新闻传播学一级学科硕士点；由新闻系本科生运营的学生实验报纸《新新报》创刊。
- 2015年，1月，师范学院的播音与主持专业并入传播学院[2]；3月，获批网络与新媒体本科专业[3]。
- 2017年，深圳大学与中共深圳市委宣传部启动部校共建传播学院[4]。
- 2018年，3月，获批新闻传播学一级学科博士点及新闻与传播专业硕士点[5]；6月，传播学本科专业暂停招生[6]，传播系与网络与新媒体系合并；9月，传播学院整体搬迁至后海校区南校区。
- 2019年，1月，播音与主持系划转至艺术学部戏剧影视学院[7]；10月，获批设立新闻传播学博士后科研流动站[8]。
- 2022年，6月，新增广告学卓越班招生，实行本研一体化培养[9]。
- 2023年，第五轮教育部学科评估中，新闻传播学科获评B+，并列排名全国第12。
- 2024年，9月，深圳大学香港学院首届招收的网络与新媒体专业95名新生正式在香港教学点开学。
- 2025年，3月，由前海管理局和深圳大学共建的前海国际传播学院成立。

## 管理团队
| 党委书记 - 周小茜 | 副院长（主持工作） - 杨洸 | 副院长 - 黄玉波 | 党委副书记 - 陈一鸣 | 副院长 - 彭华新 |

## 专业设置
| 学系           | 本科专业                                                     | 硕士专业                                      | 博士专业               |
| -------------- | ------------------------------------------------------------ | --------------------------------------------- | ---------------------- |
| 广告系         | 广告学 - 数字营销策略 - 创意传播设计 - 卓越班                | 新闻传播学（学术学位） 新闻与传播（专业学位） | 新闻传播学（学术学位） |
| 新闻系         | 新闻学 - 新闻学 - 国际传播创新实验班（与外国语学院联合培养） | 新闻传播学（学术学位） 新闻与传播（专业学位） | 新闻传播学（学术学位） |
| 网络与新媒体系 | 网络与新媒体 - 网络传播 - 视听传播 - 传腾班                  | 新闻传播学（学术学位） 新闻与传播（专业学位） | 新闻传播学（学术学位） |

## 组织机构

### 学系
- 广告系
- 新闻系
- 网络与新媒体系

### 教研平台
- 深圳大学网络文明研究中心
- 传媒国家级实验教学示范中心
- 深圳大学传媒与文化发展研究中心
- 深圳大学媒体融合与国际传播研究中心
- 深圳城市传播创新研究中心

### 行政机构
- 党政办公室
- 学生工作办公室
- 本科教务室
- 研究生教务室
- 科研办公室

### 学生组织
- 团委
- 学生会

## 知名学者
- 何道宽：中国资深翻译家，是最早将跨文化交际学引进中国的学者[10]。
- 辜晓进：新闻学教授，曾任深圳报业集团副总编辑兼《深圳日报》总编辑[11]。
- 田少煦：设计学教授，国家“万人计划”教学名师[12]。
- 巢乃鹏：传播学教授，国家“万人计划”哲学社会科学领军人才。

## 知名校友
工商财经界
- 区绮文—84中文、传播，玛莎国际美容集团董事长，深圳市同心俱乐部秘书长[13]
- 付强—99广告，深圳市华阅文化传媒有限公司CEO，骅威股份深圳市第一波网络科技有限公司CEO
- 王蕊—04传播，深圳市益田假日广场有限公司招商经理
- 余晓曦—05传播，深圳市阿基米创意广告有限公司总经理[14]
- 吴怡沅—05传播，惠州市博中育教育发展有限公司董事长，保利学校董事长

学术界
- 王斌—95广告，中央民族大学新闻与传播学院副教授[15]